# Hoogbouw

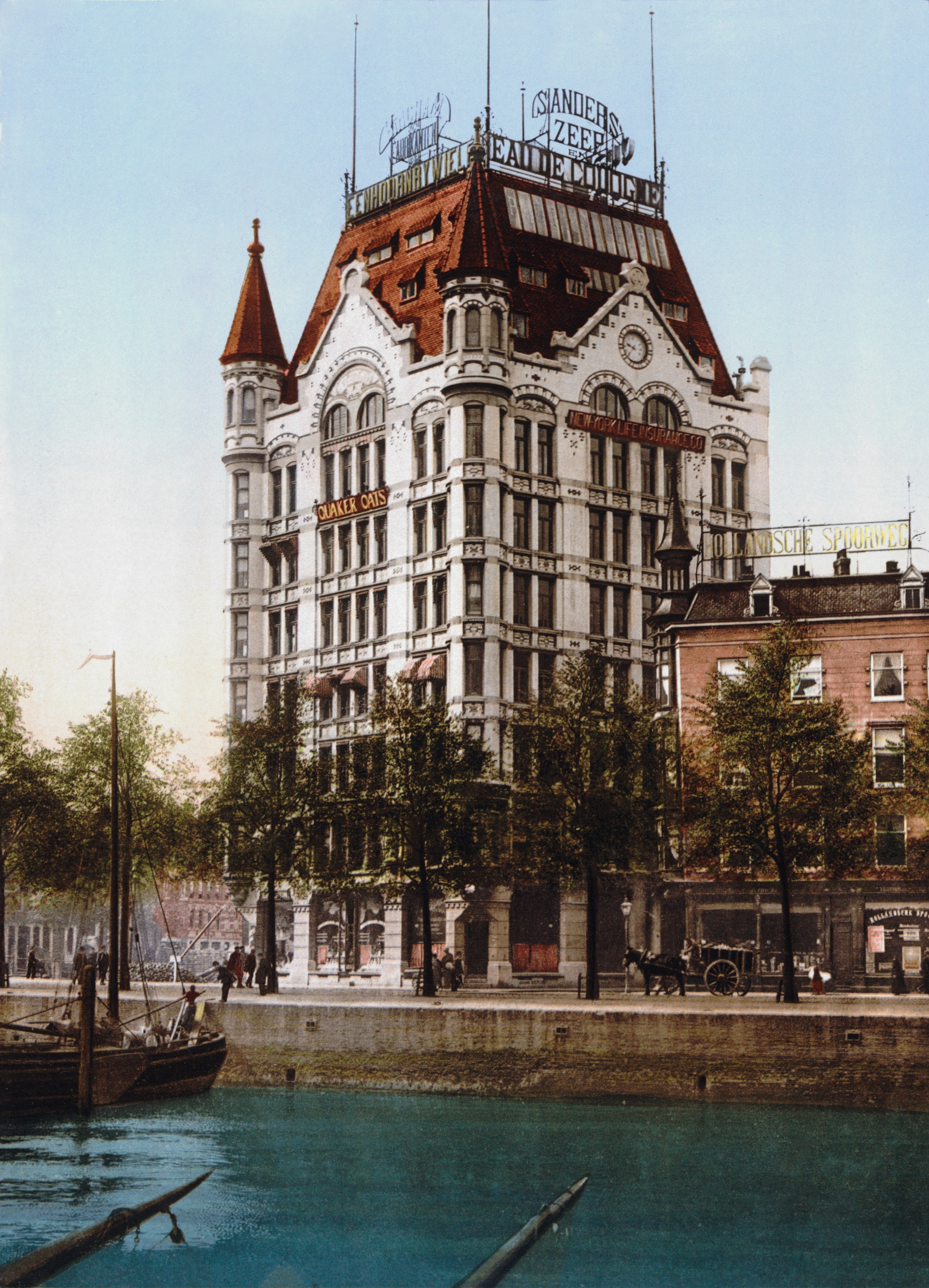
Het eerste hoogbouwkantoor in Europa: het Witte Huis in Rotterdam

Hoogbouw is een term die gebruikt wordt voor hoge gebouwen. De term wolkenkrabber is gereserveerd voor de hoogste gebouwen. Wolkenkrabbers zijn vooral te vinden in de Verenigde Staten, Canada, Australië en veel Aziatische landen zoals China en Japan. Sinds eind jaren 90 is ook in de stad Dubai sprake van grootschalige hoogbouw.
Hoogbouw wordt meestal toegepast voor kantoren en woningen. Daarnaast kunnen ook hoge objecten zoals zendmasten en uitkijktorens tot hoogbouw gerekend worden: het Nederlandse bouwbesluit spreekt dan over bouwwerk, geen gebouw zijnde. In sommige sectoren wordt de term ook gebruikt voor magazijnen waar met zeer hoge draagarm- en palletstellingen wordt gewerkt.

## Europa
In Europa werd traditioneel minder aan hoogbouw gedaan dan in bijvoorbeeld Noord-Amerika. Vanwege de historische binnensteden was er weinig ruimte om hoogbouw te realiseren. Bovendien riep hoogbouw vaak weerstand op: het werd als 'horizonvervuiling' gezien en als te massaal voor binnensteden. Gevallen uit de jaren zestig en begin jaren zeventig waarin historische panden werden gesloopt om plaats te maken voor moderne gebouwen (verbrusseling) maakten de weerstand alleen maar groter.

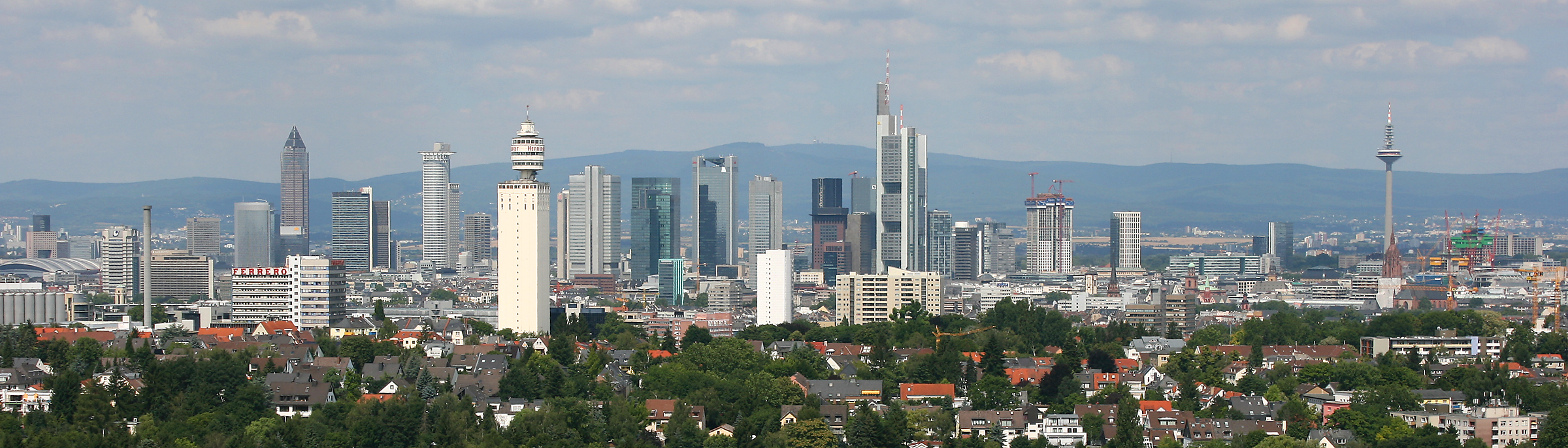
Skyline Frankfurt

Skyline La Défense, Parijs

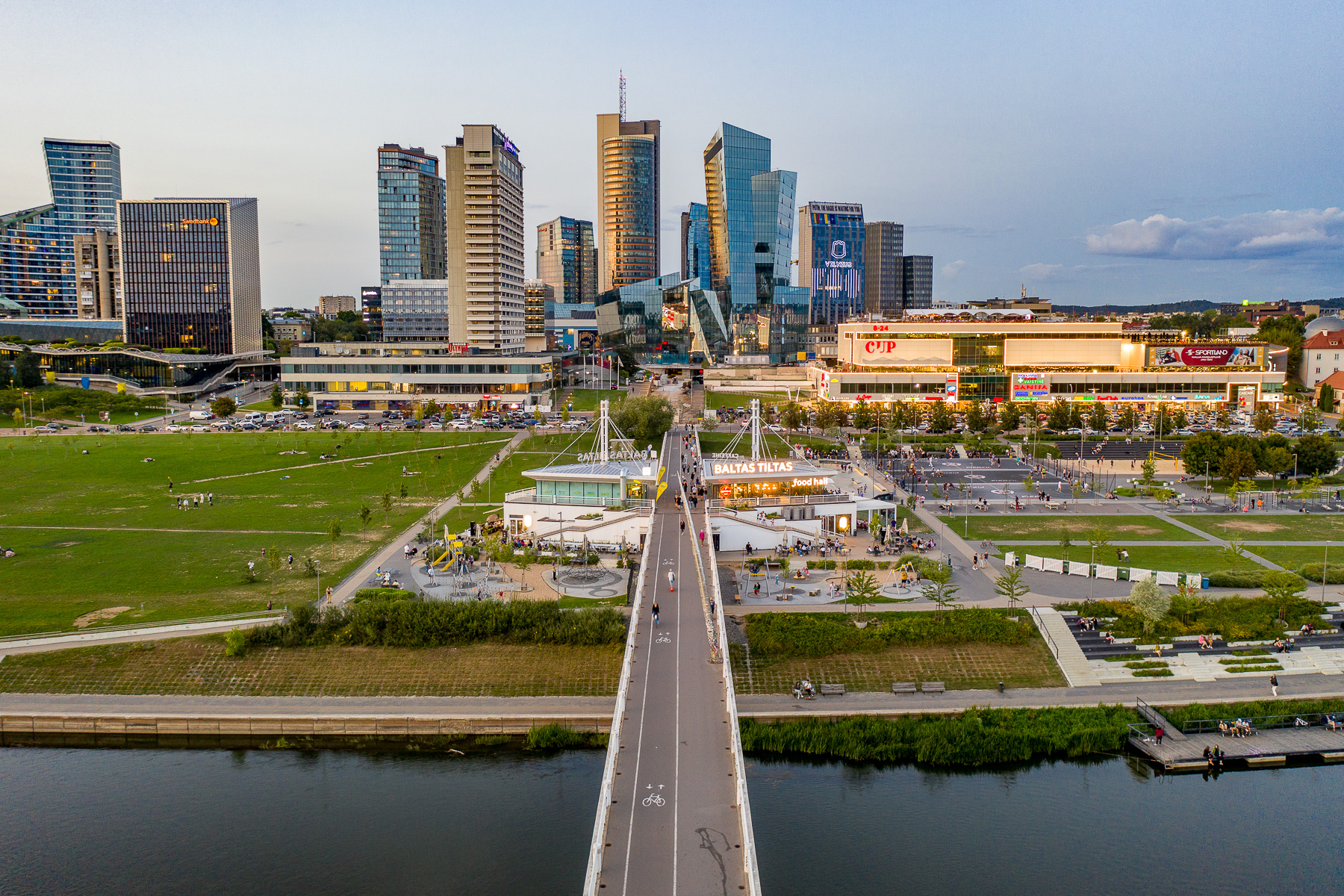
Skyline Vilnius centrale zakenwijk

Hoogbouw bestond vrijwel alleen uit woontorens en flats in buitenwijken. Doordat het hier vaak volkshuisvesting op een massale schaal betrof, werd het negatievere beeld rond hoogbouw versterkt. Er lijkt desondanks sprake van een opleving, onder meer vanwege een grotere aandacht voor fraaie architectuur en een betere inpassing in het stadsbeeld. Hoogbouw in of rond het centrum wordt niet meer geschuwd. Nieuwe hoogbouw met een woonfunctie bestaat vaak uit luxe, stedelijke appartementen. Een voorbeeld is de door Santiago Calatrava ontworpen Turning Torso in Malmö.
Hoogbouwstad nummer een in Europa is sinds tijden Frankfurt. Het stadsbeeld wordt gedomineerd door hoge kantoorgebouwen. Sinds de brexit had de stad het record van hoogste gebouw binnen de EU weer in handen, tot de Varso toren in Warschau het hoogste punt bereikte.
In Parijs werd vanaf de jaren zeventig net buiten de ring een groot gebied met hoogbouw ontwikkeld: La Défense. Het gebied bestaat voornamelijk uit kantoortorens, maar ook appartementencomplexen, een winkelcentrum en een knooppunt van openbaar vervoer. Binnen de centrumring zijn alleen hoge gebouwen te vinden binnen een "hoogbouwgebied"; enkele voorbeelden zijn de omgeving van het Gare de Lyon, de Torens van Italië en de Fronts de Seine. Een uitzondering is de 210 meter hoge Tour Montparnasse bij het gelijknamige station.
Het Londense antwoord op La Défense was Canary Wharf. Hier staat onder meer One Canada Square, jarenlang het hoogste gebouw van het Verenigd Koninkrijk en een van de hoogste van Europa. Canary Wharf is gelegen in de Docklands: een voormalig havengebied dat werd omgevormd tot een gebied om in te wonen, te werken en te recreëren. Overigens kent ook het zakencentrum van Londen, de City, naar Europese begrippen veel wolkenkrabbers. In de nabijgelegen wijk Southwark is de Shard London Bridge in gebruik sinds maart 2012, deze 310 meter hoge toren is de hoogste toren van West-Europa.
Ten slotte heeft ook Warschau een grote skyline. De stad was in de Tweede Wereldoorlog vrijwel compleet verwoest. Na de oorlog werd naast het herbouwde oude centrum een modernistisch centrum gebouwd met diverse hoge gebouwen, waaronder een sprekend voorbeeld van stalinistische architectuur, het Paleis van cultuur en wetenschappen, gebouwd naar voorbeeld van de zogenoemde Zeven Zusters in Moskou.

### België

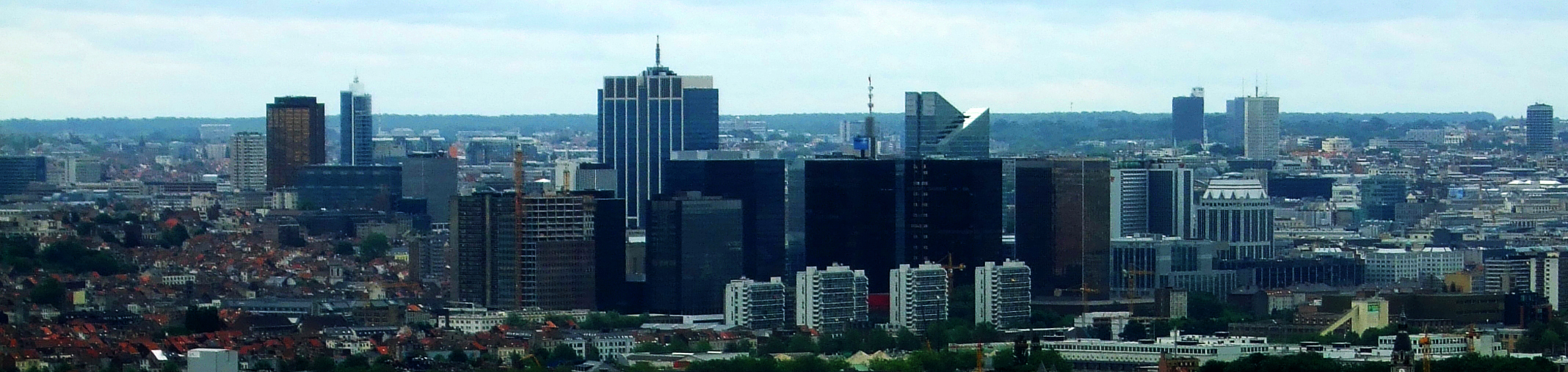
Skyline Noordruimte, Brussel in 2009

In België is vrijwel alle hoogbouw in Brussel geconcentreerd. De Noordruimte geldt als een belangrijke zakenwijk waar hoogbouw de ruimte heeft gekregen, alhoewel de hoogste toren van de stad (en heel België) zich bij het Zuidstation bevindt. Deze Zuidertoren is 150 meter hoog.
Antwerpen kent twee gebouwen in het centrum, die erg opvallen door hun hoogte: de Boerentoren en de Antwerp Tower. De Boerentoren van 1931 –met staalskelet en Art Deco stijl– bracht het type van de Amerikaanse wolkenkrabber naar Europa. De politietoren en Theaterbuilding gebouwd eind jaren 1960 zijn eveneens hoger dan 70 meter. In het noorden werden verschillende hoge torens gebouwd: sinds 2014 de Parktoren met 79 meter hoogte, London Tower gebouwd in 2010 (76,6 meter), ZNA Cadix (88 meter) dat in 2023 opende en de naastgelegen Doktoren (81 meter). Ook het MAS (60 meter) torent met 10 verdiepingen boven de skyline uit. Aan Kattendijkdok staan 6 woontorens en in de wijk Nieuw Zuid worden in 2022 nog hoge buildings bijgebouwd. De wijk Linkeroever wordt gekenmerkt door hoogbouw, zoals het Chicagoblok, de Riverside Building en Panorama Tower. Op het Kiel staan de Silvertoptorens.  
Vanaf circa 2000 is er in andere Belgische steden meer hoogbouw verschenen. Voorbeelden zijn de Paradis-toren in Luik, de Arteveldetoren en het Virginie Lovelinggebouw in Gent.
Er kunnen in België meerdere definities gebruikt worden van wat precies moet begrepen worden onder de term 'hoogbouw'. De meest courante definitie is degene die opgenomen is in de federale basisnormen voor brandpreventie in gebouwen. Deze normen definiëren hoogbouw als gebouwen waarbij de afstand tussen het vloerpeil van de hoogste verdieping en het laagste niveau van de wegen rond het gebouw meer dan 25 meter bedraagt. Dit komt ruwweg geschat overeen met gebouwen met meer dan acht verdiepingen. De stad Antwerpen daarentegen definieert in haar gemeentelijke bouwcode hoogbouw als gebouwen hoger dan 50 meter, gemeten vanaf het straatniveau tot aan het hoogste punt van het gebouw. Voor het verkrijgen van een bouwvergunning worden deze gebouwen aan een verplicht advies onderworpen van de Antwerpse GECORO en welstandscommissie.

### Nederland
Officieel wordt in Nederland de term hoogbouw gebruikt voor gebouwen waarin volgens het Bouwbesluit een lift vereist is. Deze eis geldt voor gebouwen vanaf vijf verdiepingen. Rotterdam is voor Nederland de stad met veel wolkenkrabbers en een steeds groter wordende skyline. Het is een van Europa's toonaangevendste hoogbouwsteden. Verder zijn er in Amsterdam wolkenkrabbers op de Zuidas en de Omval. Ook in Den Haag zijn in het centrum veel hoge gebouwen te vinden.
De eerste kantoortoren van Nederland, het Witte Huis in Rotterdam, werd in 1898 gebouwd en al voor de Tweede Wereldoorlog was hier sprake van enige hoogbouw.
In Amsterdam was het eerste hoge gebouw het 12-verdiepingenhuis van J.F. Staal in de Rivierenbuurt, ook bekend als "de Wolkenkrabber". Dit werd gebouwd in 1932 en telt twaalf verdiepingen. Lange tijd bleef dit het enige gebouw met een dergelijke hoogte in Amsterdam.
Hoogbouw bleef ook in de rest van Nederland lange tijd van bescheiden aard. Ook toen na de Tweede Wereldoorlog Rotterdam weer opgebouwd werd, werd er weliswaar op grotere schaal gebouwd, zoals het Groothandelsgebouw en de architectonisch vooruitstrevende Lijnbaanflats, maar er kwamen relatief weinig echt hoge gebouwen.
Vanaf de jaren zestig ontstonden in veel buitenwijken van steden buurten met galerijflats. De idee hierachter was dat door hoog te bouwen er meer ruimte overbleef voor groen in de wijk. Deze wijken bleken niet aan te sluiten bij de woonwensen van velen; vanaf de jaren zeventig werden nieuwbouwwijken weer vooral in laagbouw uitgevoerd. Wijken met galerijflats gelden als minder geliefd en kregen bovendien soms een slechte naam vanwege onder meer criminaliteit. Het bekendste voorbeeld is de Bijlmermeer in Amsterdam, veel flats zijn daar weer gesloopt. Hoogbouw bleef beperkt tot een enkel kantoorgebouw hier en daar; weer vooral in Rotterdam.

#### Rotterdam

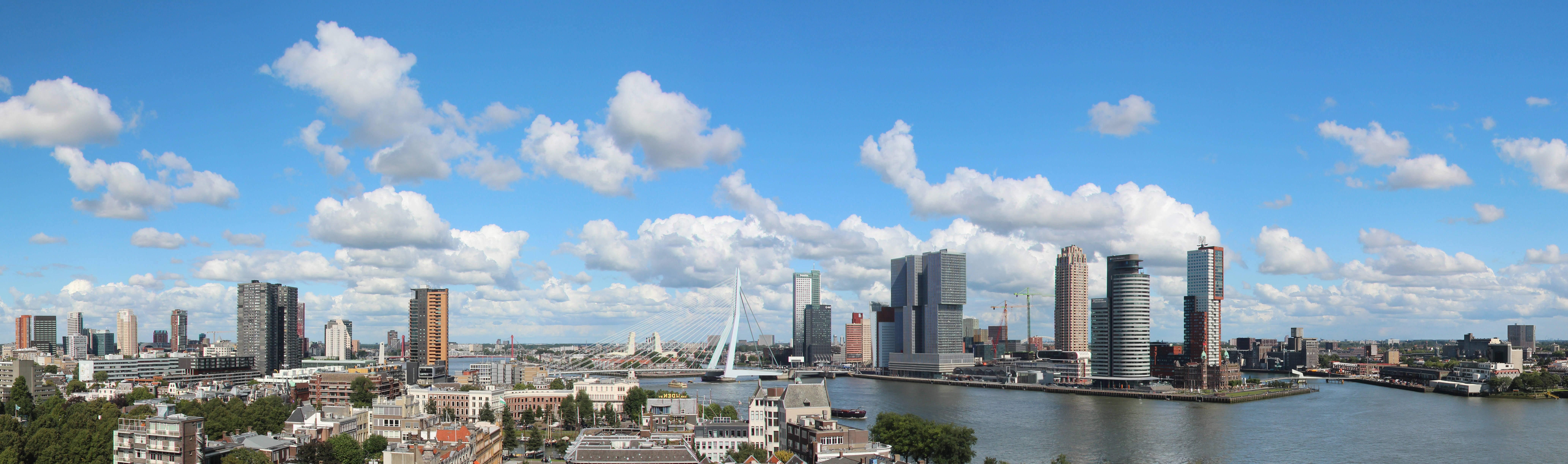
De skyline van Rotterdam

De omslag in het denken over hoogbouw in steden kwam vanaf de jaren tachtig. Een icoon van deze omslag is het Rotterdamse World Trade Center, dat boven het beursgebouw nabij de Coolsingel werd gebouwd. In tegenstelling tot eerdere hoogbouw werd dit gebouw door velen als een verfraaiing van de stad ervaren. Sindsdien is er veel hoogbouw in Rotterdam verschenen. Vooral aan het Weena, waar men onder meer een van de hoogste kantoorgebouwen van Nederland Delftse Poort voltooide, werd snel gebouwd. Vanaf de jaren negentig bouwde men ook hoogbouw op andere plaatsen in de stad, zowel zakelijke gebouwen als woontorens.
De bekendste hoogbouwlocatie is de Kop van Zuid, een voormalig haventerrein aan de andere zijde van de rivier de Maas, dat als uitbreiding van het centrum is gepland. Hier is een mix gevormd van wonen, werken, winkelen en uitgaan. Het wordt gezien als een architectonisch hoogstandje met als centrum de Wilhelminapier. Rotterdam is nu een stad met veel wolkenkrabbers en een steeds groter wordende skyline, de stad heeft met de Zalmhaventoren (215 meter) het hoogste woon- en kantoorgebouw van Nederland.

#### Amsterdam

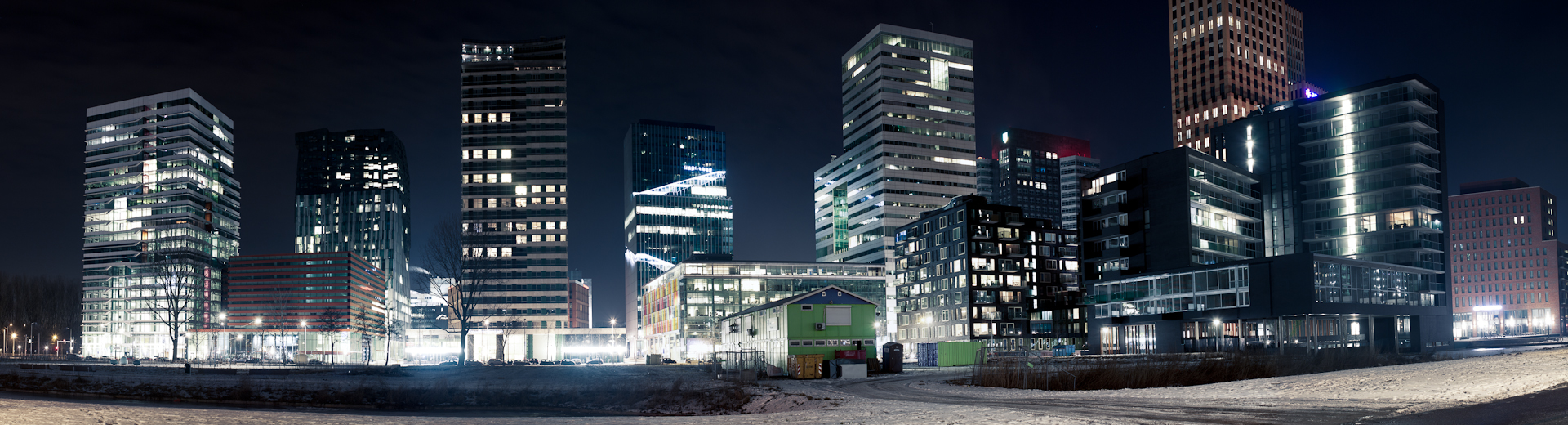
Skyline Amsterdam

Vooral sinds de jaren negentig lijkt het taboe op hoogbouw doorbroken en bouwen diverse steden hoge gebouwen. In Amsterdam verschenen enkele wolkenkrabbers rond het Amstelstation, waaronder de Rembrandttoren, en een aantal grote en hoge appartementencomplexen in Nieuw-West. De Zuidas is ontwikkeld om een tweede centrum van de stad te worden, het is al een van de belangrijkste financiële centra van Nederland. Naast de Amsterdam ArenA zijn plannen voor een 150 meter hoge toren, maar die zijn uitgesteld. Er zijn ook vage plannen voor hoge torens in de kantorenwijk Teleport in het stadsdeel Nieuw-West.

#### Den Haag

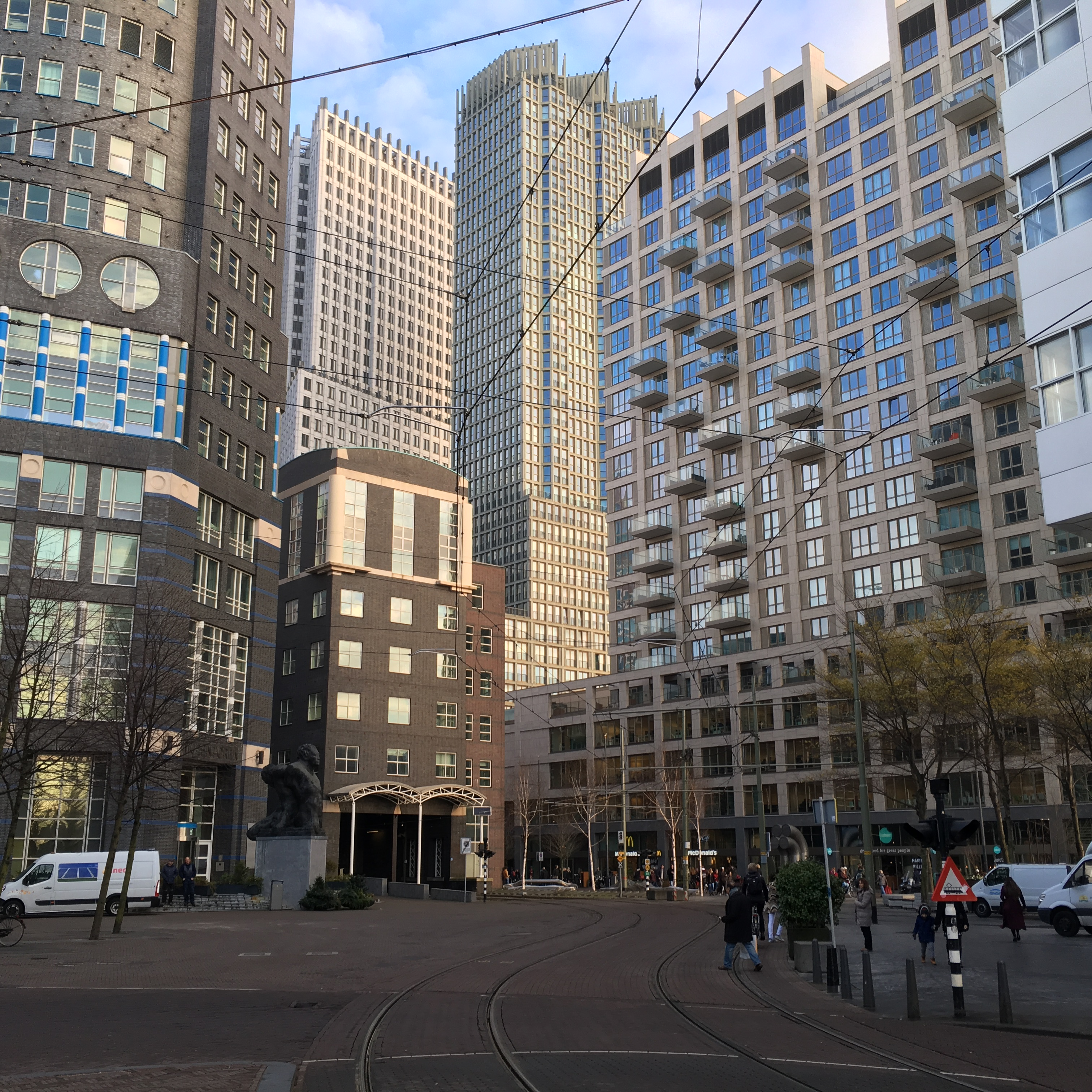
Hoogbouw in Den Haag

Den Haag was tijdens het Interbellum de plaats waar veel luxe woonflats werden gebouwd, waarvan Nirwana de hoogste was. Eind jaren jaren zestig volgde een nieuwe bouwgolf die kortstondig het hoogste kantoor opleverde: het Transitorium en daarnaast ook de Zilveren Toren en de iconische Toren van Oud. Het plan voor de 140 meter hoge Nervi-toren werd in die periode afgekeurd en leidde tot een 76 meter hoge tweeling voor de Ministeries van Justitie en Binnenlandse zaken.
Pas vanaf 2000 werd daadwerkelijk de honderdmetergrens gepasseerd:
- Het Ministerie van Justitie en Veiligheid en Ministerie van Binnenlandse Zaken en Koninkrijksrelaties zijn beide 146 meter hoog;
- De 142 meter hoge Hoftoren is in 2003 opgeleverd;
- New Babylon bestaande uit twee torens van 142 meter en 102 meter hoog is in 2012 opgeleverd;
- Het Strijkijzer is 132 meter;
- Woontoren De Kroon van ruim 130 meter;
- Woontorens Grotius van ruim 120 en 100 meter.

#### Utrecht
In Utrecht was hoogbouw een groot discussiepunt. Velen zijn tegen grootschalige ontwikkelingen in het centrum en verwijzen naar Hoog Catharijne, waarvoor veel gesloopt is en dat problemen van sociaalmaatschappelijke aard heeft gehad. Desondanks heeft de gemeente ingestemd met de bouw van gebouwen hoger dan de Domtoren, echter niet in het centrum van de stad. Bij het Centraal Station zijn gebouwen als de 105 meter hoge Rabotoren verrezen. Het  Stadskantoor reikt tot rond de 100 meter. Verder zal er in het centrum van de nieuwbouwwijk Leidsche Rijn een hoogbouwcluster verrijzen. Dat moet in de plaats komen van de eerder afgelaste Belle van Zuylen toren: een hoge wolkenkrabber die 262 meter hoog moest worden. De plannen zijn aangepast, in plaats van een heel hoge wolkenkrabber gaan er enkele lagere torens komen die tussen 100 en 160 meter hoog zullen gaan worden.

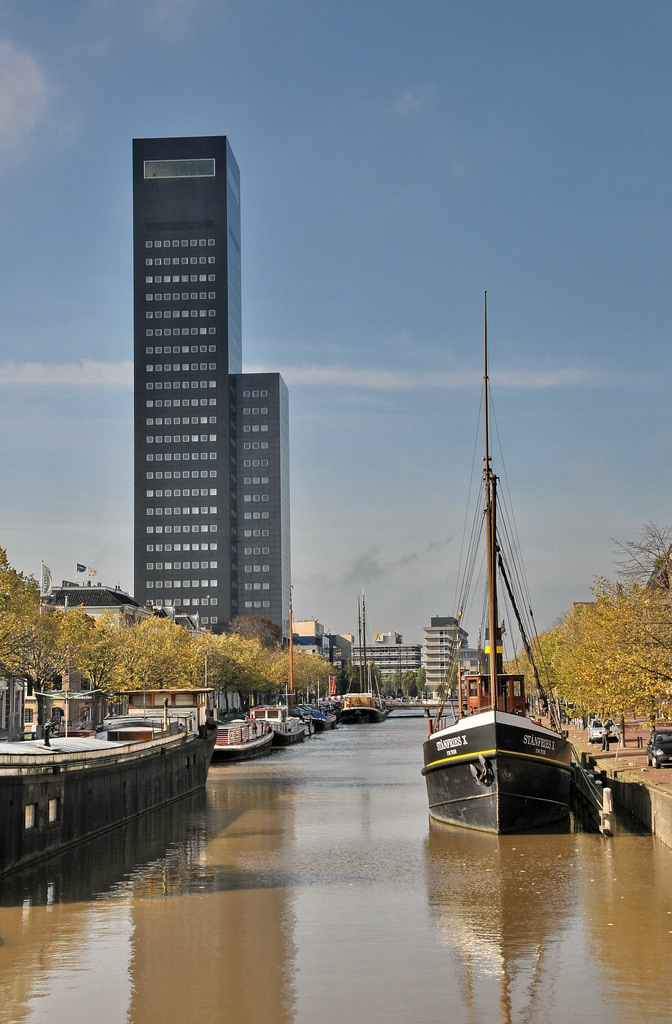
Leeuwarden, Achmeatoren

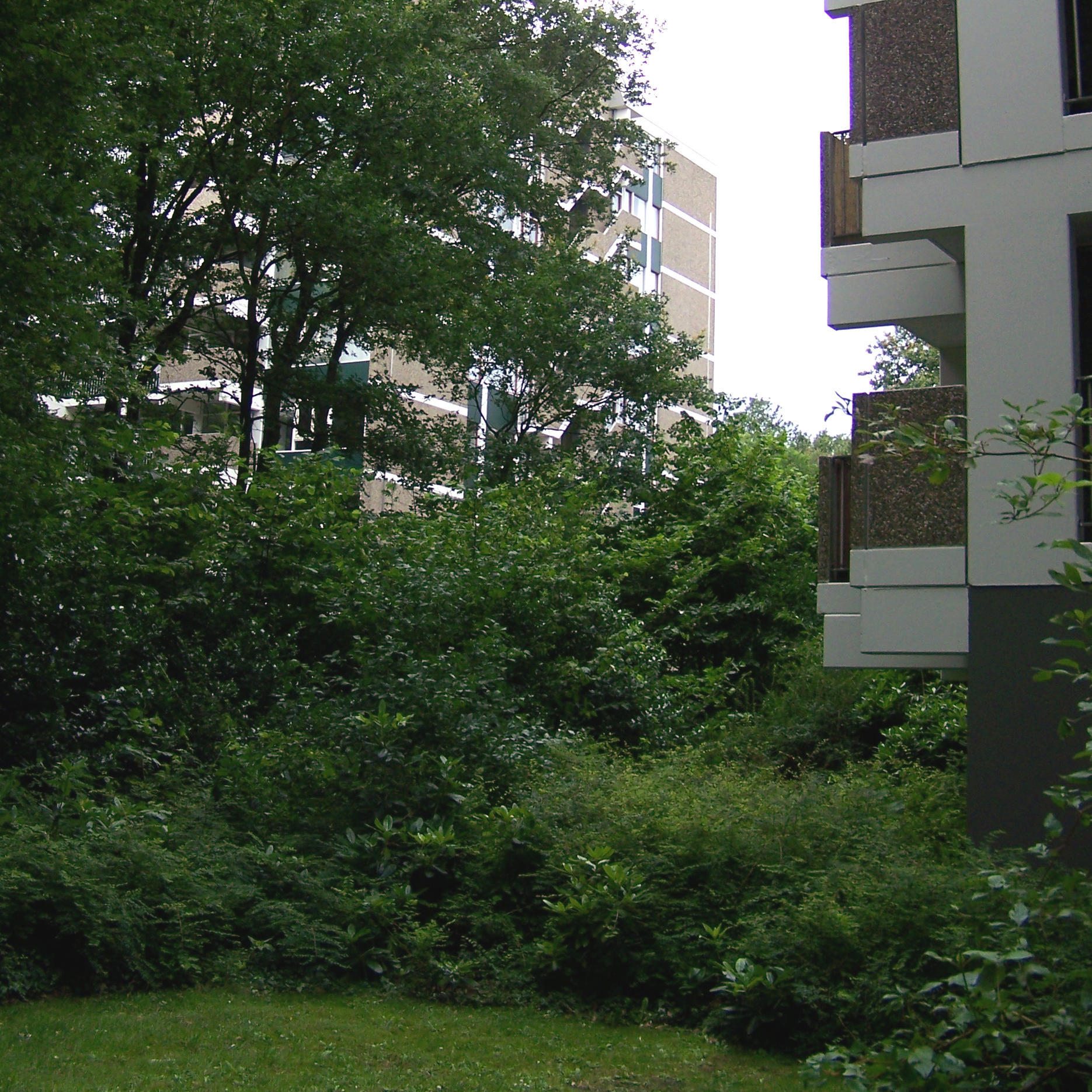
Dat hoogbouw niet alleen in steden staat, getuigen deze flats in het Veluwse Doorwerth

#### Andere steden
Opvallend is de hoogbouw in Leeuwarden, de Achmeatoren is met 115 meter al jarenlang het hoogste gebouw van Noord-Nederland. In Tilburg staat het hoogste gebouw van Zuid-Nederland, de 140 meter hoge toren Westpoint. In Eindhoven worden plannen gemaakt om naast het station een nieuw  gebouw neer te zetten met ongeveer dezelfde hoogte als Westpoint. Ook onder meer Almere, Enschede, Zwolle en Groningen hebben inmiddels hun eigen wolkenkrabbers.
De meeste Nederlandse hoogbouw is een stedelijke aangelegenheid. Een van de weinige uitzonderingen hierop is Doorwerth waar hoogbouw midden in de Veluwse bossen is gesitueerd. De ruimtebesparing die hoogbouw oplevert, lijkt in Doorwerth te zijn aangewend om ruimte voor natuur beschikbaar te houden. Deze hoogbouw dateert uit de tweede helft van de jaren 1970. In het huidige politieke klimaat is vrijwel ondenkbaar dat hoogbouw in de natuur wordt geplaatst.

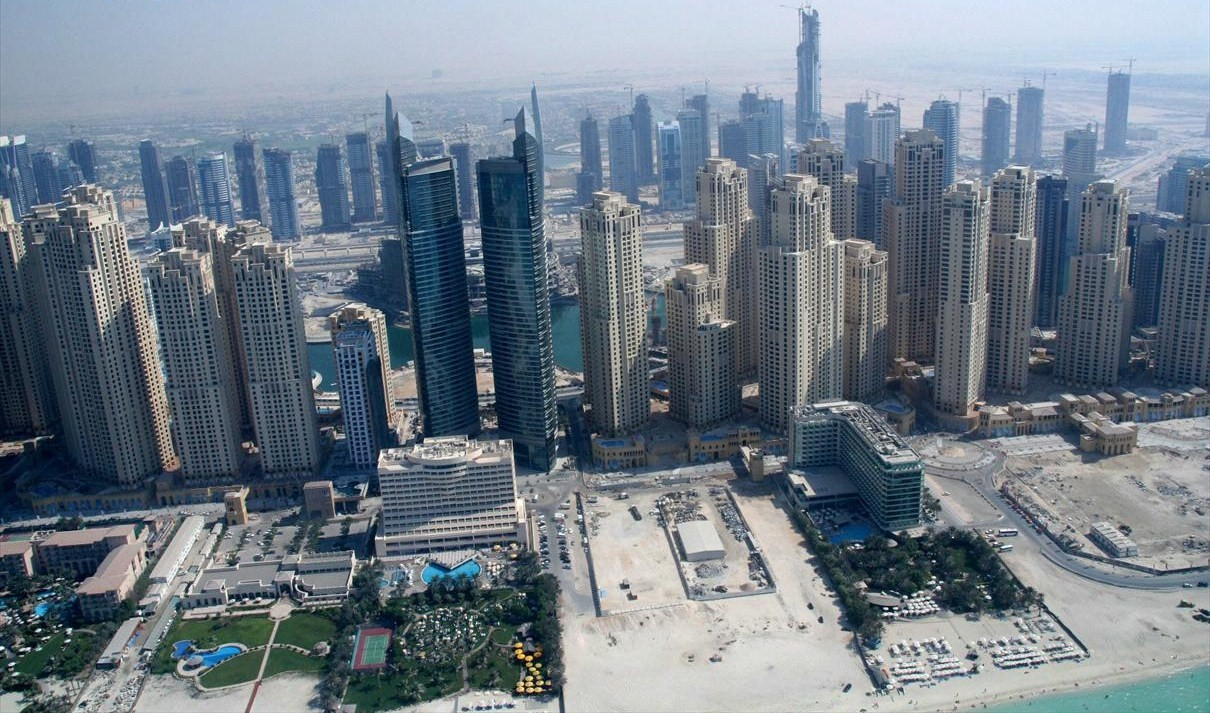
Wolkenkrabbers in de Dubai Marina.